# Караган-Саади
Караган-Саади (азерб. Qarağan Sədi) — село в Юхары-Касильском административно-территориальном округе Агдашского района Азербайджана.

## Этимология
Название происходит от слов «караган» (с азерб. — «полынная степь, полынное поле») и топонима «Саади». Означает «село Саади, расположенное в полынном поле».

## История
Село Караган-Саяды 1-е в 1913 году согласно административно-территориальному делению Елизаветпольской губернии относилось к Учковахскому сельскому обществу Арешского уезда.
В 1926 году согласно административно-территориальному делению Азербайджанской ССР село относилось к дайре Ляки Геокчайского уезда.
После реформы административного деления и упразднения уездов в 1929 году был образован Касильский сельсовет в Агдашском районе Азербайджанской ССР.
Согласно административному делению 1961 и 1977 года село Караган Саади входило в Касильский сельсовет Агдашского района Азербайджанской ССР.
В 1999 году в Азербайджане была проведена административная реформа и внутри Караган-Шыхлярского административно-территориального округа был учрежден Караган-Шыхлярский муниципалитет Агдашского района, куда вошло село Караган Саади. В 2014 году Караган-Шыхлярский муниципалитет и АТО были упразднены, а его населенные пункты переданы в состав Юхары-Касильского муниципалитета и АТО.

## География
Село находится в 3 км от центра муниципалитета Юхары-Касиль, в 6 км от райцентра Агдаш и в 234 км от Баку. Ближайшая железнодорожная станция — Ляки.
Село находится на высоте 49 метров над уровнем моря.

## Население
| Численность населения | Численность населения | Численность населения |
| 1886                  | 1999                  | 2009                  |
| --------------------- | --------------------- | --------------------- |
| 232                   | ↗1043                 | ↗1142                 |

В 1886 году в селе жило 232 человека, все — азербайджанцы, по вероисповеданию — мусульмане-сунниты.
Население преимущественно занимается растениеводством и животноводством.

## Климат
Среднегодовая температура воздуха в селе составляет +15 °C. В селе семиаридный климат.

## Инфраструктура
В селе расположены библиотека и медицинский пункт.